# Artur Sobiech
Artur Sobiech (Ruda Śląska, 12 de junho de 1990) é um futebolista polaco que atua como atacante. Atualmente, joga pelo Lech Poznań.

## Carreira
Artur Sobiech começou sua carreira no Ruch Chorzów em 2008.